# 鈴木元信
鈴木元信（日语：／ Suzuki Motonobu，1555年（弘治元年）—1620年（元和6年）），日本战国时代到江户时代初期武将。伊达氏家臣。通称七右卫门。別名秀信。官位从五位下和泉守。

## 生平
从诞生到仕于伊达氏中间的经历有多种说法。包括原本是天正年间的杂贺众之一；原本是京都的茶人，因为和伊达政宗投缘而成为家臣；原本是米泽附近的居民，因为风评甚好而被伊达辉宗登用（治家記録）；原本是鲇贝附近经营臼之泽金山的豪商（鮎貝の歴史）等等。
行政和财务能力优异，受到政宗的深厚信任，因而被赋予古川城1,500石。政宗不在仙台期间作为国家老执掌政务。根据庆长到元和时代的分限帐其本人的俸禄为2,464石，而一门、家臣的俸禄都在一万石到两万石之间，是家臣团的笔头。
元信抱定政宗能够成为天下人开幕府的想法，为政宗准备了“宪法”和“条例”。然而直到临终才认识到政宗无法取得天下（德川的天下已如磐石般牢固，这种东西如果公布出来会恐怕会为仙台藩招来谋反的嫌疑）。因此把拟定的文件全部烧毁。
旗印是白底黑色大蜈蚣。（收藏于仙台市博物馆）